# Berliner FC Frankfurt 1885
BFC Frankfurt 1885 was een Duitse voetbalclub uit de hoofdstad Berlijn en na Dresden English Football Club de oudste van het land.

## Geschiedenis
De club werd opgericht door George Leux, een kunstenaar afkomstig uit Frankfurt, waar de club naar genoemd werd. Oorspronkelijk speelde de club rugby maar dit werd al snel opgegeven ten voordele van voetbal. De club sloot zich aan bij de Duitse voetbal- en cricketbond en speelde in het allereerste kampioenschap dat georganiseerd werd in het Duitse rijk. Er namen enkel teams uit Berlijn deel. De club schakelde om naar de Allgemeine Deutsche Sport Bund. Na een vicetitel achter BTuFC Britannia 92 in 1897 werd de club in 1898 kampioen.
Thuiswedstrijden werden op het Tempelhofer Feld gespeeld. BFC Frankfurt was een pioniersclub en op 11 mei 1894 was het de eerste club die een wedstrijd speelde tegen een club uit een andere stad. BFC won de wedstrijd met 5-0 van Bremer FC Teutonia. Nadat vele leden zich aansloten bij Berliner TuFC Union 92 werd de club rond de eeuwwisseling opgeheven.